# Urva
Urva — рід, що включає азійських мангустових. Види роду раніше були класифіковані в рід Herpestes, який тепер включає виключно африканських мангустів. Філогенетичні дані вказують на те, що азійські мангусти утворюють монофілетичну групу і мали азійського спільного предка. Urva утворює кладу з Xenogale і Atilax, тоді як Herpestes утворює кладу з усіма іншими африканськими видами мангустовими.
Викопний зразок Urva, верхнього корінного зуба, був розкопаний у долині річки Іраваді в центральній М'янмі, і, за оцінками, відноситься до пізнього пліоцену.
Наукова назва Urva була придумана Браяном Гоутоном Ходжсоном як видова назва крабоїдного мангуста у 1836 році і як родова назва наступного року. Види Urva широко розповсюджені від Аравійського півострова до індонезійського острова Ява. Малий індійський мангуст (U. auropunctata) був завезений на кілька островів наприкінці 19 століття, де він став інвазивним видом.

## Види
Urva включає такі види:
| Зображення | Назва                                         | Поширення та статус МСОП |
| ---------- | --------------------------------------------- | ------------------------ |
|            | Urva edwardsii (Geoffroy Saint-Hilaire, 1818) | LC                       |
|            | Urva javanica (Geoffroy Saint-Hilaire, 1818)  | LC                       |
|            | Urva vitticolla (Bennett, 1835)               | LC                       |
|            | Urva auropunctata Hodgson, 1836               | LC                       |
|            | Urva urva Hodgson, 1836                       | LC                       |
|            | Urva smithii (Gray, 1837)                     | LC                       |
|            | Urva brachyura (Gray, 1837)                   | NT                       |
|            | Urva fusca (Waterhouse, 1838)                 | LC                       |
|            | Urva semitorquata (Gray, 1846)                | NT                       |

Викопні: Urva fanchangensis